# 横浜市営トロリーバス
横浜市営トロリーバス（よこはましえいトロリーバス）は、横浜市交通局が運営していた無軌条電車（トロリーバス）。日本で最も遅く開業し、最後まで残った都市型トロリーバスである。起伏の多い横浜駅北部の住宅街を一周する環状運転を行っていた。

## 概要
横浜市営トロリーバスは1959年7月16日に12両で開業した。開業当初は常盤園前から横浜駅西口を経由して三ツ沢西町で折り返し運転を行っていたが、同年12月に三ツ沢西町 - 常盤園前間が開通し、横浜駅西口を起点とする環状運転となった。運行系統番号は101系統（内回り）と102系統（外回り）であり、営業キロ数は9.5キロメートルだった。開業当初よりワンマン運転を実施していた。車庫として浅間町車庫があった。
1964年の東京オリンピックでは三ツ沢競技場がサッカー会場となり、選手や観客の輸送に活躍した。
横浜市電の累積赤字が原因で、1963年には横浜市電を廃止し、トロリーバス化することが「横浜国際港都建設総合基幹計画」改訂版に明文化された。しかし、これは同年、市長が飛鳥田一雄に変わったことによる計画変更で実現しなかった。1961年度からはトロリーバス事業は黒字であったが、他部門の赤字を補填できる規模ではなかった。また国道1号と国道16号を走行するため、トロリーバスも交通渋滞に巻き込まれるようになった。1966年10月には横浜市交通局が財政再建団体に指定され、「交通事業財政再建計画」により市電とトロリーバスの廃止が計画された。1971年度にトロリーバス事業は再び赤字に転落し、その年度末である1972年3月31日に最終運行をおこない、横浜市電とともに全廃された。
また廃止の理由はこのほかにも、モータリゼーションによる自動車の爆発的増加で慢性的な道路渋滞の影響が発生し、トロリーバス・市電ともに定時運行が困難となっていたこと、車体の更新時期を迎えたが、バス1台約350万円に対しトロリーバスは1両約1,200万円であったこと、市電と共用だった変電所を市電廃止後は単独で維持しなければならないこと、などが挙げられる。
廃止翌日より横浜市営バス201・202系統が代替運行され現在に至る。

## 歴史
- 1959年7月16日 三ツ沢西町 - 横浜駅西口 - 常盤園前間が開業
  - 101系統：三ツ沢西町 - 常盤園前；103系統：横浜駅西口 - 三ツ沢西町（平日ラッシュ時のみ）
- 1959年12月1日 三ツ沢西町 - 岡沢町 - 常盤園前間が開業し、全通
  - 101系統：内回り循環；102系統：外回り循環
- 1972年3月31日　運行最終日（法令上の廃止日は翌4月1日）

## 輸送実績
| 年度 | 旅客輸送人員（千人） |
| ---- | -------------------- |
| 1963 | 8,080                |
| 1966 | 8,930                |
| 1970 | 8,666                |

- 出典：私鉄統計年報各年版による[要文献特定詳細情報]。

## 車両
100形
導入時期によって差異がある。
- 一次車 (101-112) -  開業時に導入。1959年東急車輛製造（三菱ふそうのシャーシに東急車輛の車体を装架）。車内はセミクロスシート。
- 二次車 (113-115) - 1960年製造。一次車とほぼ同形。
- 三次車 (116-118) - 1962年製造。車体は富士重工業の13形ボディ（シャーシは三菱ふそう）。塗色は市電末期と同様のクリームに青帯。車内はロングシート。
- 四次車 (119・120) - 1963年製造。三次車と同形。
- 五次車 (121-124) - 1967年4月末に廃止となった川崎市営トロリーバスの700形を譲受し、ワンマン化改造の上で使用。

## 接続路線
- 横浜駅西口（横浜駅）
  - 日本国有鉄道：東海道線・横須賀線・京浜東北線
  - 京浜急行電鉄：本線
  - 相模鉄道：本線
  - 東京急行電鉄：東横線